# Parafia Wszystkich Świętych w Liskowie
Parafia Wszystkich Świętych w Liskowie – parafia rzymskokatolicka należąca do dekanatu Koźminek diecezji kaliskiej. Została utworzona w XIII wieku. Mieści się przy ulicy ks. Blizińskiego. Prowadzą ją księża diecezjalni.